# Formula Rossa
Formula Rossa er en rutsjebane beliggende i forlystelsesparken Ferrari World på Yas i Abu Dhabi. Siden åbningen i 2010 har den med en topfart på 240 km/t været verdens hurtigste rutsjebane, hvor den tog titlen fra Kingda Ka i amerikanske Six Flags Great Adventure.
Banen er 2.070 meter lang og 52 m høj, og bygget af den schweiziske virksomhed Intamin. Vognene bliver drevet af et hydrauliske accelerations-system, der sender hastigheden fra 0 til 100 km/t på 2,9 sekunder, og topfarten på 240 km/t nåes på 4,9 sekunder. På grund af den høje hastighed, skal alle passagerer bære beskyttelsesbriller under kørslen. Den højeste g-påvirkning under acceleration er 4,8, og én tur tager 1.32 minut.